# Ministério da Cultura Popular
O Ministério da Cultura Popular (em italiano:  Ministero della Cultura Popolare, comummente abreviado para MinCulPop) foi um ministério do governo italiano,  que funcionou de 1937 a 1944. Foi estabelecido em 1933 como Secretariado de Estado para a Imprensa e Propaganda (Sottosegretariato di Stato per la stampa e la propaganda), que tinha como objetivo ser o análogo italiano do Ministério da Propaganda da Alemanha. Tornou-se ministério em 1935 e recebeu sua designação definitiva em 1937. Durante sua existência, controlou a maioria dos canais de rádio e edições literárias na Itália e proibiu a importação e a tradução de todas as bandas desenhadas estado-unidenses, com exceção do Rato Mickey em 1938.
O Ministério da Cultura Popular foi suprimido a 3 de julho de 1944 pelo governo de Pietro Badoglio e continuou sob o governo da República Social Italiana em Salò até 25 de abril de 1945.

## Ministros
| Ministro             | Mandato                                        | Governo                              |
| -------------------- | ---------------------------------------------- | ------------------------------------ |
| Dino Alfieri         | 27 de maio de 1937 - 31 de outubro de 1939     | Governo Mussolini                    |
| Alessandro Pavolini  | 31 de outubro de 1939 - 6 de fevereiro de 1943 | Governo Mussolini                    |
| Gaetano Polverelli   | 6 de fevereiro de 1943 - 25 de julho de 1943   | Governo Mussolini                    |
| Ferdinando Mezzasoma | 23 de setembro de 1943 - 25 de abril de 1945   | Governo da República Social Italiana |